# Bonthe
Bonthe è un centro abitato della Sierra Leone, situato sull'isola di Sherbro, nella Provincia del Sud.